# Zora pumila
Espèce
Synonymes
- Katadysas pumilus Hentz, 1850

Zora pumila est une espèce d'araignées aranéomorphes de la famille des Miturgidae.

## Distribution
Cette espèce est endémique des États-Unis. Elle se rencontre au Texas, en Floride, en Alabama, en Géorgie, en Caroline du Nord, au Tennessee, au Kentucky, au Missouri, au Kansas, en Illinois, en Ohio, en Pennsylvanie, au New Jersey, dans l'État de New York, au Connecticut et au Massachusetts.

## Description
Les mâles mesurent de 3,54 à 4,10 mm et les femelles de 4,00 à 6,00 mm.

## Publication originale
- Hentz, 1850 : Descriptions and figures of the araneides of the United States. Boston Journal of Natural History, vol. 6, p. 18-35 & 271-295 (texte intégral).